# Janusz Wegiera
Janusz Henryk Wegiera (ur. 25 maja 1946 w Czeladzi, zm. 3 grudnia 2021 w Katowicach) – polski dziennikarz radiowy, autor tekstów piosenek i popularyzator polskiej twórczości artystycznej.

## Życiorys
Swoją działalność dziennikarską rozpoczął w 1964 r. od współpracy z miesięcznikiem „Jazz”, później z tygodnikiem „Nowa Wieś” (1966 r.), a w kilka lat później z „Panoramą” (1969 r.). W tym samym czasie prowadził w Polskim Radiu Katowice audycję „Pierwsza Liga Polskiej Piosenki”, by w kolejnych latach przedstawić między innymi cykl reportaży zatytułowanych „Co Ty o nich wiesz”. Był współtwórcą takich radiowych konkursów jak: „Chcę być gwiazdą” i „Artystyczne spojrzenia”. Od 1992 roku przez prawie dwadzieścia lat prowadził „Noc Samotnych” – audycję, w której rozmawiał ze słuchaczami w każdą czwartkową noc, prezentując przy tej okazji największe przeboje muzyki polskiej i światowej. Ostatnia jego propozycja to prowadzona od kilkunastu lat audycja „Gwiazdy z Winylowych Płyt” . Zainteresowanie audycją przyczyniło się do powrotu „na salony” czarnego krążka. Autor prezentuje w niej rozmowy z wykonawcami, twórcami i organizatorami muzycznego show-biznesu lat 50. i 60. XX wieku.
Janusz Wegiera to także autor tekstów piosenek. Napisał ich ponad 200. Był członkiem Stowarzyszenia Autorów ZAiKS. W roku 2010 został wyróżniony nagrodą tego gremium za popularyzację polskiej twórczości rozrywkowej.
Najpopularniejsze piosenki napisane przez Janusza Wegierę to:
- „Niech lato spełni sny” (Do widzenia, mój kochany, do widzenia) muz. Andrzej Marko – Eleni (I nagroda „Lata z radiem” 1984 r.)
- „Obojętnie kim jesteś” muz. T. Danysz – Andrzej Zaucha
- „Poza mną tamten czas” – muz. Z. Malecki – Andrzej Zaucha
- „Chcę Cię kochać” – muz. J. Tioskow – Kasa Chorych
- „Gdybym tak spotkał” – muz. J. Tioskow – Kasa Chorych
- „Kochaj człowieka” – muz. R. Skibiński – Kasa Chorych
- „Oratorium” (Pozostań z nami) – muz. S. Kowalewski – Trubadurzy
- „Kim dla Ciebie byłam ja” – muz. A. Marko – Grażyna Świtała
- „Niebo – piekło” – muz. Z. Foryś – Gayga
- „Znów będę kolorowa” – B. Sołtysik – Gayga
- „Wszystkie serca ruszą w tan” – muz. R. Danel – R. Danel, R. Rynkowski, Grupa Vox, Słoneczni, Camerta Silesia. (Hymn Fundacji Rozwoju Kardiochirurgii im. prof. Zbigniewa Religi)[5]

Krążek CD pod nazwą „Jubileusz – Janusz Wegiera Gwiazdy z Winylowych Płyt”, wydany przez Teddy Records TR CD 1054, zawiera 21 piosenek, z tekstami Janusza Wegiery.